# Levin Öztunalı
Levin Mete Öztunalı (sinh ngày 15 tháng 3 năm 1996) là một cầu thủ bóng đá chuyên nghiệp người Đức hiện đang thi đấu ở vị trí tiền vệ cho câu lạc bộ Mainz 05.
Sau bảy năm trong học viện của Hamburger SV, Öztunalı chính thức thi đấu chuyên nghiệp trong màu áo câu lạc bộ Bayer Leverkusen vào năm 2013. Anh đã có 15 lần ra sân trước khi gia nhập Werder Bremen theo hợp đồng cho mượn một mùa rưỡi hai năm sau đó. Sau khi hết hạn cho mượn vào năm 2016, Öztunalı đã gia nhập câu lạc bộ hiện tại Mainz 05.
Anh ấy cũng đã đại diện cho Đức thi đấu ở các cấp độ trẻ khác nhau và là một phần của đội giành chức vô địch UEFA châu Âu U-19 vào năm 2014 và Giải vô địch UEFA châu Âu U-21 vào năm 2017. Anh ấy đã có 30 lần khoác áo đội tuyển U-21 và ghi được 7 bàn thắng cho đến năm 2019.

## Sự nghiệp câu lạc bộ
Vào ngày 25 tháng 8 năm 2016, đối thủ của Leverkusen tại Bundesliga là Mainz 05 đã thông báo về việc ký hợp đồng với Öztunalı có thời hạn 5 năm. Anh có trận ra mắt trước Borussia Dortmund vào ngày 27 tháng 8, vào sân ở hiệp hai thay cho Suat Serdar, và ghi bàn đầu tiên cho câu lạc bộ trong trận đấu tuần sau trong trận hòa 4–4 với Hoffenheim. Anh ghi bàn thắng đầu tiên ở châu Âu vào ngày 29 tháng 9, ghi bàn trong chiến thắng 3–2 tại UEFA Europa League trước đội bóng Azerbaijan, Qabala. Cuối cùng, anh đã có 36 lần ra sân trong mùa giải trên tất cả các đấu trường, bao gồm 23 lần xuất phát từ đội hình chính và ghi 5 bàn thắng ở giải đấu khi Mainz suýt phải đá vòng play-off trụ hạng.

## Sự nghiệp quốc tế

### Đội tuyển trẻ quốc gia Đức

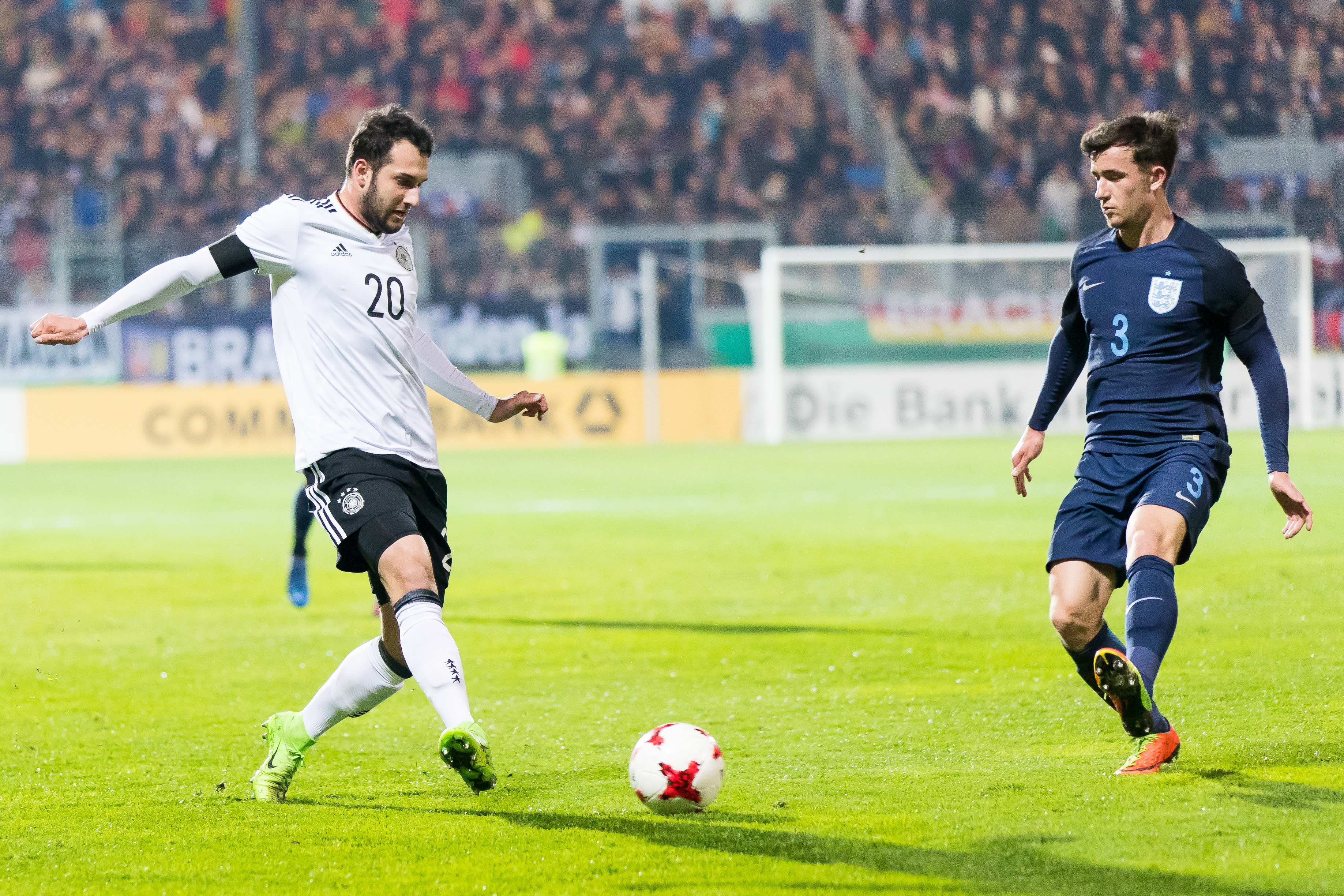
Öztunalı (trái) trong trận đấu với Đức trước U21 Anh năm 2017.

Öztunalı đã đại diện cho đội tuyển Đức thi đấu ở nhiều cấp độ trẻ khác nhau kể từ khi anh ra mắt đội U-15 vào năm 2010. Năm 2014, anh góp mặt trong đội hình tham dự Giải vô địch U19 châu Âu của UEFA tại Hungary. Anh ghi bàn thắng thứ ba trong chiến thắng ở trận bán kết trước Áo và bàn thắng duy nhất ở trận chung kết giúp U-21 Đức lên ngôi vô địch với chiến thắng 1–0 trước U-21 Bồ Đào Nha.
Năm 2017, Öztunalı là một trong 23 cầu thủ được chọn vào đội hình của Stefan Kuntz cho Giải vô địch UEFA châu Âu U-21 tại Ba Lan. Đức cuối cùng đã đánh bại Tây Ban Nha 1–0 trong trận chung kết để lên ngôi vô địch.

## Đời tư
Öztunalı là cháu trai của cựu danh thủ bóng đá quốc tế người Đức từng thi đấu tại chung kết World Cup Uwe Seeler. Cha của anh là người Thổ Nhĩ Kỳ và trước đây từng là tuyển trạch viên cho Hamburger SV.

## Thống kê câu lạc bộ
Tính đến ngày 20 tháng 5 năm 2019
| Câu lạc bộ               | Mùa                 | Giải                | Giải    | Giải      | Cúp     | Cúp       | Cúp châu Âu | Cúp châu Âu | Tổng cộng | Tổng cộng |
| Câu lạc bộ               | Mùa                 | Giải đấu            | Số trận | Bàn thắng | Số trận | Bàn thắng | Số trận     | Bàn thắng   | Số trận   | Bàn thắng |
| ------------------------ | ------------------- | ------------------- | ------- | --------- | ------- | --------- | ----------- | ----------- | --------- | --------- |
| Bayer Leverkusen         | 2013–14             | Bundesliga          | 9       | 0         | 0       | 0         | 0           | 0           | 9         | 0         |
| Bayer Leverkusen         | 2014–15             | Bundesliga          | 6       | 0         | 1       | 0         | 1           | 0           | 8         | 0         |
| Bayer Leverkusen         | Tổng số             | Tổng số             | 15      | 0         | 1       | 0         | 1           | 0           | 17        | 0         |
| Werder Bremen (cho mượn) | 2014–15             | Bundesliga          | 16      | 1         | 1       | 0         | 0           | 0           | 17        | 1         |
| Werder Bremen (cho mượn) | 2015–16             | Bundesliga          | 25      | 1         | 4       | 0         | 0           | 0           | 29        | 1         |
| Werder Bremen (cho mượn) | Tổng số             | Tổng số             | 41      | 2         | 5       | 0         | 0           | 0           | 46        | 2         |
| Mainz                    | 2016–17             | Bundesliga          | 30      | 5         | 1       | 0         | 5           | 1           | 36        | 6         |
| Mainz                    | 2017–18             | Bundesliga          | 25      | 0         | 1       | 0         | 0           | 0           | 26        | 0         |
| Mainz                    | 2018–19             | Bundesliga          | 15      | 0         | 0       | 0         | 0           | 0           | 15        | 0         |
| Mainz                    | Tổng cộng           | Tổng cộng           | 70      | 5         | 2       | 0         | 5           | 1           | 77        | 6         |
| Tổng cộng sự nghiệp      | Tổng cộng sự nghiệp | Tổng cộng sự nghiệp | 126     | 7         | 8       | 0         | 6           | 1           | 140       | 8         |

## Danh hiệu

### Quốc tế
Đức
- UEFA European Under-19 Championship: 2014[6]
- UEFA European Under-21 Championship: 2017[13]

### Cá nhân
- UEFA European Under-19 Championship Team of the Tournament: 2014[7]
- Silver U18 Fritz Walter Medal: 2014